# 中国人民解放军华东军区徐州特别市军事管制委员会
中国人民解放军华东军区徐州特别市军事管制委员会是从1948年12月2日至1949年1月26日对徐州特别市实施军事管制的权力机关。

## 历史
1948年12月1日22时，华东野战军渤海纵队由徐州以东板桥集地区奉命进城实行军事接管，徐州解放。渤海纵队命令所属第七师：一面收集散兵，一面立即对徐州分区进行警备工作。12月2日，中国人民解放军华东军区徐州特别市军事管制委员会、徐州特别市警备司令部、徐州特别市人民政府成立。华东军区公布《约法七章》，市军管会颁布《入城守则》。
1949年4月，铜山县由台枣专区划归徐州市领导。 　  

## 机构设置
- 徐州特别市军事管制委员会：下设17个部。
  - 主任委员兼任军事管制委员会书记：傅秋涛
  - 副主任委员：方毅[2]、冯平
  - 军管会委员兼党委委员：周林、袁也烈、华诚一、冯平
  - 政务部：接管原有95保1804甲。废除保甲制。
  - 公安部
  - 金融部
  - 工商部
  - 财粮部
  - 出版部
  - 文教部：接收了全市73所中小学校。接收省市民教馆4个，电影院3个，戏院9个。
  - 实业部
  - 生产部
  - 军需部
  - 军械部
  - 铁道部：成立了陇海、津浦铁路临时管理委员会。抢修铁路、桥梁、车站。20天内，通车范围东到新安镇、西迄洛阳、南抵宿县、北达济南，形成以徐州为中心的铁路运输网络。到12月28日，通过铁路运往淮海战役前线的粮食、武器弹药已达1.2万吨，其他军需品1万吨。[3]
  - 邮电部：接管了徐州邮电局、电讯局及各支局、储金汇业局。从12月6日开始线务员、机务员、武装交通人员和其他工人共150余人组成了5个电信线路抢修工程队，分头抢通济南经徐州至宿县的400公里的长途电话线路，用时6天提前完成徐州至兖州段的抢修任务。邮政工人用16天时间就先后恢复了徐州至济南、郑州、新安镇、临沂、萧县、江淮军区、冀鲁豫的7大邮路干线。[3]
  - 无线电部：接管了徐州广播电台、中央银行电台、空军电台和盐务分局电台等完整电台及陆军联络组、联勤总部不完整电台等8家。1948年12月13日修复了徐州广播电台，用原来的电台呼号（XJAY）开始首次广播，历次播音对瓦解在陈官庄被围的杜聿明重兵集团起到了一定作用。　　1949年1月24日，中共山东中央分局决定把徐州广播电台命名为徐州新华广播电台，张梦达任台长。
  - 工矿部
  - 公路运输部
  - 卫生部：接收省立徐州医院和国民党陆军医院、联勤总部医院等。
  - 徐州市委：12月3日，鲁中南区党委所属徐州市委进城，建立中共徐州特别市委员会。直属中共华东中央局领导。驻中枢街65号原法院，几天后移至道平路原江苏银行；五个月后移驻彭城路1号（机关北大院）。
  - 书记周林
  - 副书记华诚一
  - 市委委员：史敬棠、丁平、周南、唐劲实。
  - 组织部：部长丁平、副部长冯克玉。各个地下党组织移交给新市委组织部的有党支部11个、党小组12个、党员170人，其中单线联系的90人。[4]1950年2月基层党组织公开。
    - 中共鲁（中）南区党委徐州地下工委：1947年3月成立，丁平任书记，丁志刚、李岩任委员。
    - 华野联络部徐州工作组
    - 冀鲁豫区党委湖西地委徐州工作委员会：1948年8月重新组建徐州工委。刘淮任书记。冯贵德、王家璞任委员。
    - 新四军徐州工委：1945年底成立。许天民任书记，朱晦生任副书记。
    - 淮海区党委徐州工委
    - 淮北区党委徐州工委：1944年12月29日成立。书记赵卓如，邵晓平、李彩任委员。设郊区区委（书记李凯）、城区区委（书记石西岩）、城市中心支部（书记王其华）。
    - 豫皖苏区党委徐州工委
    - 华东军区徐州党组织
    - 山东军区徐州党组织
    - 南京地下工委徐州党组织

  - 宣传部：部长史敬棠、副部长周南
  - 社会部（对外称公安局）：部长唐劲实。12月4日唐劲实等48名工作人员奉命来徐，接管了旧警察局及下属20个警察所。
  - 调查研究室：主任文菲
  - 秘书处：主任陶有亮
  - 《新徐日报》社：社长沙洪、副社长兼总编谭克
- 中国人民解放军徐州特别市警备司令部
  - 司令员袁也烈
  - 政治委员傅秋涛
- 徐州市人民政府：12月9日，周林市长及各区区长正式就职办公。
  - 市长周林/张北华/张光中[5]
  - 副市长吕志先
  - 一区（鼓楼区）：区委书记邵晓平，副区长佟甦
  - 二区（子房区）：区委书记丁平，区长白良玉
  - 三区（云龙区）：区委书记冯克玉，副区长于从文
  - 四区（王陵区）：区委书记刘金鼎，副区长黄兆仁
  - 民政局
  - 公安局：12月10日徐州市公安局成立。
  - 法院：12月10日徐州市地方法院成立。
  - 银行
  - 税务局
  - 教育局
- 徐州市支前委员会：接管鸡山、骆驼山、九里山、飞机场、云龙山等十几处军火油料和军需仓库，广泛发动群众挖掘、收集遗弃的枪支弹药等军用物资。支援淮海战役前线各种炮弹81563发，各种枪弹839万余发，炸药10万斤，炮4门，轻重机枪24挺，步枪803支、各种药品200余箱，送话机1300部等。在徐州市区组织起239多辆商业汽车车队和拥有万名工人，5000辆平板车的运输队伍，投入淮海战役支前运输。为前方修理各种枪炮577挺（门），各种枪炮配件621件，抢修了汽车110多辆和一批其它军用装备。在一个月内，徐州被服厂赶制出军帽12万顶，军服23万套，军鞋30万双；宝兴面粉厂加工军粮达1000万斤。[3]

## 结果与影响
1949年1月，新华社报道了徐州解放30多天来接管工作大体完成，恢复重建工作已获得初步的成绩。